# Mesosignum antarcticum
Mesosignum antarcticum is een pissebed uit de familie Mesosignidae. De wetenschappelijke naam van de soort is voor het eerst geldig gepubliceerd in 1979 door Schultz.